# Andrea Ivančević
Andrea Ivančević (ur. 31 sierpnia 1984) – chorwacka lekkoatletka specjalizująca się w biegach sprinterskich i płotkarskich. Wielokrotna medalistka mistrzostw Chorwacji, a także rekordzistka tego kraju zarówno na stadionie, jak i w hali. Olimpijka.
Ivančević wielokrotnie uczestniczyła w imprezach międzynarodowych rangi mistrzowskiej – zarówno na szczeblu juniorskim i młodzieżowym (mistrzostwa świata juniorów młodszych i juniorów, mistrzostwa Europy juniorów i młodzieżowców), jak i na szczeblu seniorskim (mistrzostwa świata i Europy, a także halowe mistrzostwa świata i Europy oraz Uniwersjada).
Jest finalistką Halowych Mistrzostw Europy w Lekkoatletyce 2015 w biegu na 60 metrów przez płotki kobiet (7. miejsce), a także Halowych Mistrzostw Świata w Lekkoatletyce 2016 w tej samej konkurencji (4. pozycja).
Półfinalistka Letnich Igrzysk Olimpijskich 2016 w biegu na 100 m przez płotki.
Ivančević jest wielokrotną medalistką mistrzostw Chorwacji, a także rekordzistką tego kraju w kilku różnych konkurencjach lekkoatletycznych (biegi na 60 metrów i 60 metrów przez płotki w hali, a także w biegu na 100 metrów przez płotki i sztafecie 4 × 100 metrów na stadionie).
Reprezentantka Chorwacji w drużynowych mistrzostwach Europy w lekkoatletyce.
Medalistka mistrzostw krajów bałkańskich w lekkoatletyce.

## Osiągnięcia
| Rok  | Impreza                               | Miejsce        | Konkurencja                | Pozycja    | Wynik |
| ---- | ------------------------------------- | -------------- | -------------------------- | ---------- | ----- |
| 2001 | Mistrzostwa świata juniorów młodszych | Debreczyn      | bieg na 100 m przez płotki | eliminacje | 14,60 |
| 2002 | Mistrzostwa świata juniorów           | Kingston       | bieg na 100 m przez płotki | eliminacje | 13,86 |
| 2003 | Mistrzostwa Europy juniorów           | Tampere        | bieg na 100 m przez płotki | eliminacje | 14,13 |
| 2005 | Młodzieżowe mistrzostwa Europy        | Erfurt         | bieg na 100 m przez płotki | eliminacje | 13,88 |
| 2006 | Mistrzostwa Europy                    | Göteborg       | bieg na 100 m przez płotki | eliminacje | 13,60 |
| 2007 | Uniwersjada                           | Bangkok        | bieg na 100 m przez płotki | eliminacje | 13,84 |
| 2011 | Halowe mistrzostwa Europy             | Paryż          | bieg na 60 m przez płotki  | eliminacje | 8,43  |
| 2014 | Halowe mistrzostwa świata             | Sopot          | bieg na 60 m przez płotki  | półfinał   | 8,09  |
| 2015 | Halowe mistrzostwa Europy             | Praga          | bieg na 60 m przez płotki  | 7. miejsce | 8,02  |
| 2015 | II liga drużynowych mistrzostw Europy | Stara Zagora   | bieg na 100 m              | 3. miejsce | 11,49 |
| 2015 | II liga drużynowych mistrzostw Europy | Stara Zagora   | bieg na 100 m przez płotki | 1. miejsce | 13,38 |
| 2015 | Mistrzostwa świata                    | Pekin          | bieg na 100 m przez płotki | półfinał   | 33,95 |
| 2016 | Halowe mistrzostwa świata             | Portland       | bieg na 60 m przez płotki  | 4. miejsce | 7,95  |
| 2016 | Halowe mistrzostwa świata             | Portland       | bieg na 60 m               | eliminacje | DNS   |
| 2016 | Igrzyska olimpijskie                  | Rio de Janeiro | bieg na 100 m przez płotki | półfinał   | 12,93 |
| 2017 | Halowe mistrzostwa Europy             | Belgrad        | bieg na 60 m przez płotki  | eliminacje | DNS   |
| 2018 | Halowe mistrzostwa świata             | Birmingham     | bieg na 60 m przez płotki  | półfinał   | 8,07  |
| 2018 | Igrzyska śródziemnomorskie            | Tarragona      | bieg na 100 m przez płotki | 1. miejsce | 13,19 |
| 2018 | Mistrzostwa Europy                    | Berlin         | bieg na 100 m przez płotki | półfinał   | 13,13 |
| 2019 | Halowe mistrzostwa Europy             | Glasgow        | bieg na 60 m przez płotki  | 7. miejsce | 8,14  |

## Rekordy życiowe
- Bieg na 60 metrów (hala) – 7,29 (1 marca 2015, Rijeka; 1 marca 2016, Belgrad) halowy rekord Chorwacji
- Bieg na 60 metrów przez płotki (hala) – 7,91 (18 marca 2016, Portland) halowy rekord Chorwacji
- Bieg na 100 metrów – 11,30 (25 lipca 2015, Varaždin)
- Bieg na 100 metrów przez płotki – 12,85 (4 września 2018, Zagrzeb) rekord Chorwacji